# Filip z konopi (film)

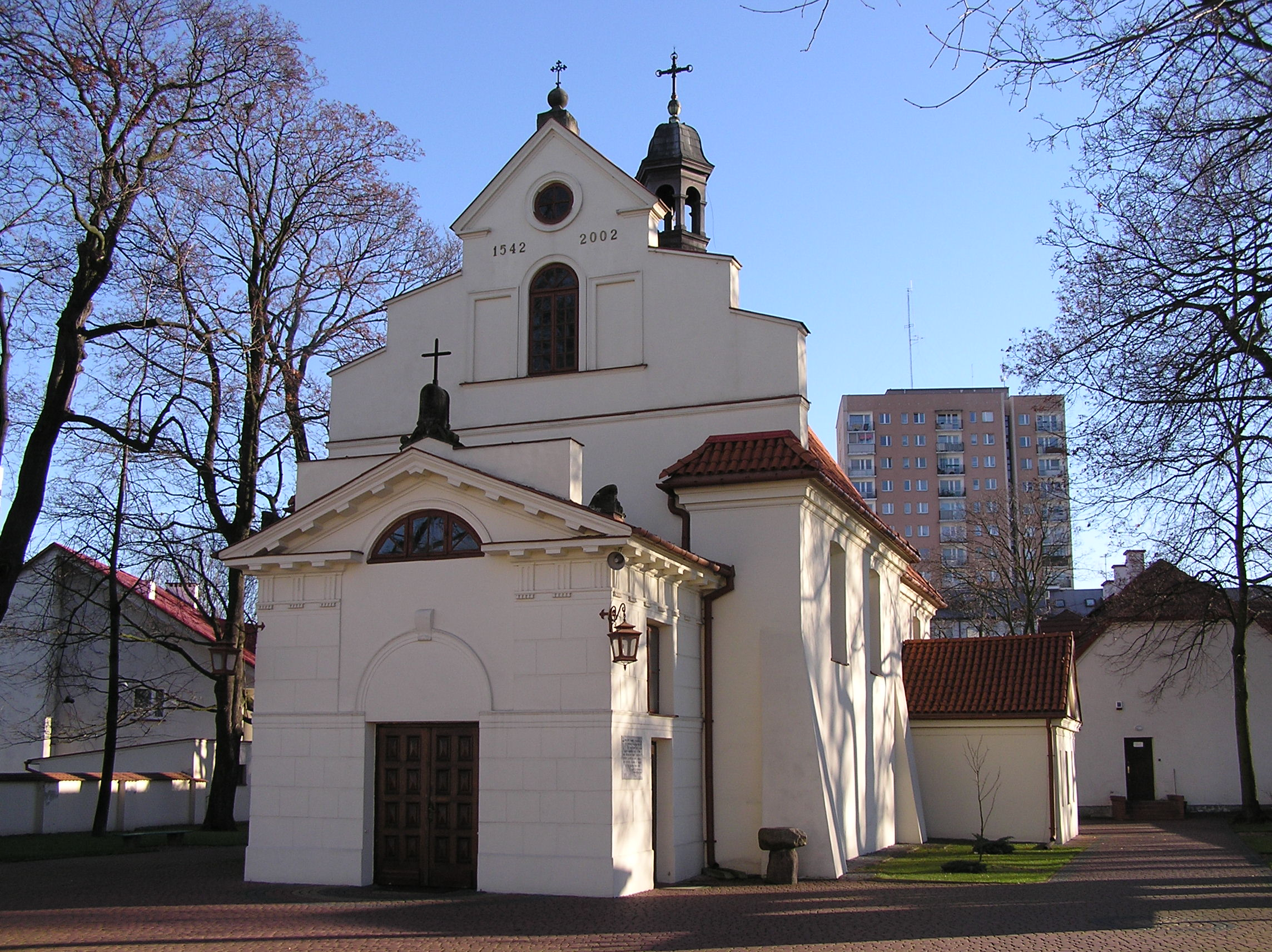
Kościół św. Marii Magdaleny w Warszawie, na osiedlu Wawrzyszew, przy którym był realizowany film

Filip z konopi – polski film fabularny (komedia obyczajowa) w reżyserii Józefa Gębskiego. Film wyprodukowano w 1981 roku, premierę miał natomiast w 1983 roku.

## O filmie
Tytuł filmu nawiązuje do polskiego przysłowia oraz zwyczajowego powiedzenia o filipie z konopi.
Film kręcono na warszawskich Bielanach – na osiedlu Wawrzyszew: w bloku mieszkalnym przy ul. Czechowa 2 (w „rodzinnym” bloku reżysera Józefa Gębskiego; w filmie adres ul. Gogola 7), przy kościele św. Marii Magdaleny i na cmentarzu przy ul. Wólczyńskiej 64.
W filmie wystąpili członkowie Kabaretu Tey.

## Fabuła
Bohaterami są architekt Andrzej Leski i jego żona Krystyna – będąca w zaawansowanej ciąży, którzy mieszkają w wieżowcu, zasiedlonym przez kilka tysięcy ludzi. Wszystkie mieszkania są podobne do siebie, jednakowo urządzone i z jednakowymi usterkami. Wszyscy cały wieczór oglądają telewizję. Wszyscy rano wyjeżdżają do pracy dwoma typami samochodów, wszyscy razem też nimi wracają.
Krystyna marzy o zmianie mieszkania. Andrzej jednak ma na ten temat inne zdanie, gdyż jako architekt przyczynia się do powstawania takich właśnie molochów. W życiu Leskich, oprócz depresji żony pojawiają się i inne napięcia. Gosposia odchodzi, Krystyna idzie do szpitala. Pod presją żony Andrzej przegląda ogłoszenia o zamianie mieszkania. Jedyna oferta podchodzi z sąsiedniego bloku. Telefon przynosi wiadomość, że Leskim urodził się syn Filip.

## Obsada
- Jerzy Bończak jako Andrzej Leski
- Magdalena Wołłejko jako Krystyna, żona Leskiego
- Bożena Dykiel jako Jańcia, służąca Leskich
- Wiesław Gołas jako fryzjer Czesław
- Janusz Kłosiński jako pan Władzio, dozorca
- Kazimierz Brusikiewicz jako ankieter
- Irena Byrska jako matka Krystyny
- Eugeniusz Priwieziencew jako zwolennik Robespierra
- Marian Glinka jako kolega Leskiego
- Bohdan Smoleń jako robotnik
- Rudolf Schubert jako robotnik
- Ewa Pielach jako gość na weselu Jańci i Czesława
- Zenon Laskowik jako fachowiec
- Tadeusz Osipowicz jako fachowiec
- Lidia Korsakówna jako Pani Basia, sekretarka profesora
- Laura Łącz jako córka arystokratki
- Wanda Stanisławska-Lothe jako ambasadorowa Buzowska
- Filip Gębski jako Łukasz, syn Leskich
- Iwona Biernacka jako koleżanka Leskiego
- Barbara Krafftówna jako Zosia
- Jan Himilsbach jako harmonista
- Bronisław Pawlik jako profesor
- Wojciech Siemion jako naczelnik
- Andrzej Kopiczyński jako Wiśniewski
- Wiesław Drzewicz jako podglądacz, donosiciel
- Jerzy Moes jako kreślarz
- Jacek Strzemżalski jako dostawca telewizora